# Lunularia cruciata
Lunularia cruciata là loài rêu tản duy nhất trong họ Lunulariaceae. Loài này được Carl Linnaeus mô tả khoa học đầu tiên năm 1753 dưới danh pháp Marchantia cruciata. Năm 1868 Sextus Otto Lindberg chuyển nó sang chi Lunularia.
Tên gọi khoa học là từ tiếng Latinh luna nghĩa là mặt trăng, là để nói tới các chén truyền thể hình mặt trăng của nó.

## Hình ảnh

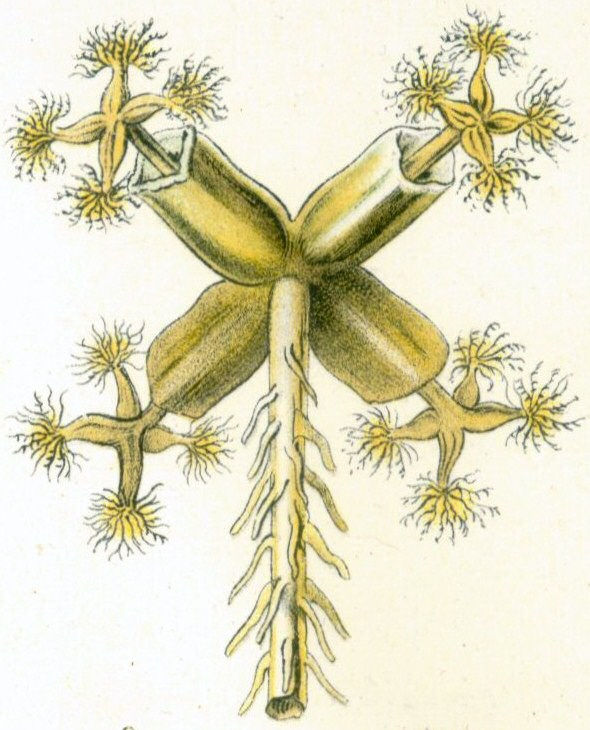
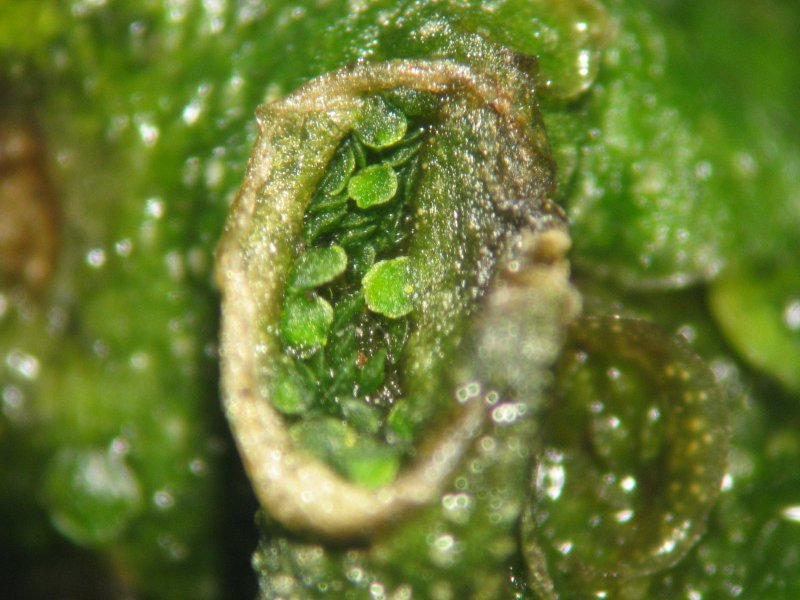
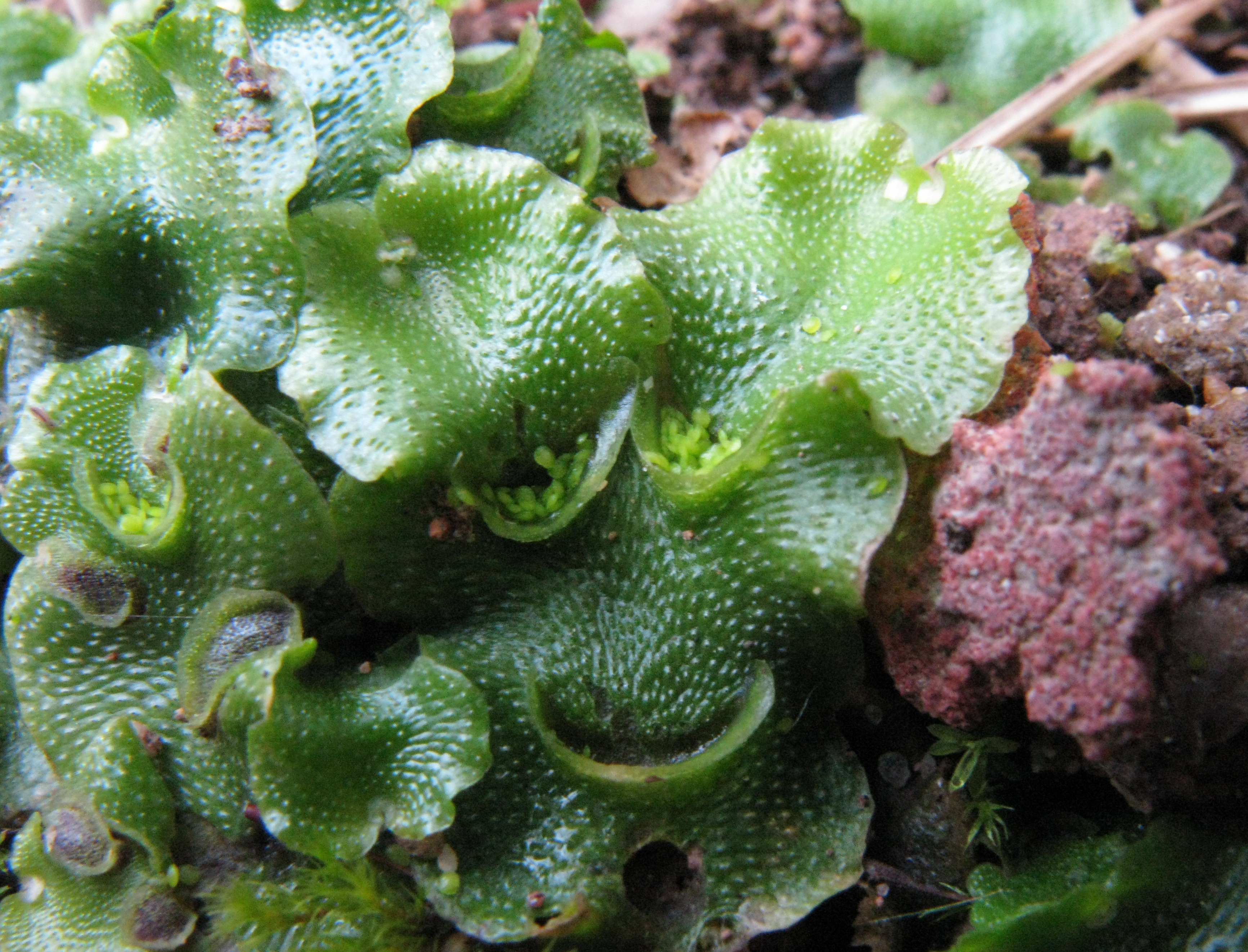